# Lijst van voetbalinterlands Argentinië - Japan
Deze lijst van voetbalinterlands is een overzicht van alle officiële voetbalwedstrijden tussen de nationale teams van Argentinië en Japan. De landen speelden tot op heden acht keer tegen elkaar. De eerste ontmoeting, een vriendschappelijke wedstrijd, werd gespeeld in Tokio op 30 mei 1992. Het laatste duel, eveneens een vriendschappelijke wedstrijd, vond plaats op 8 oktober 2010 in Saitama.

## Wedstrijden
| № | Plaats   | Datum            | Competitie                   | Wedstrijd          | Uitslag |
| - | -------- | ---------------- | ---------------------------- | ------------------ | ------- |
| 1 | Tokio    | 30 mei 1992      | Vriendschappelijk            | Japan – Argentinië | 0 – 1   |
| 2 | Tokio    | 8 september 1988 | Vriendschappelijk            | Japan − Argentinië | 0 − 1   |
| 3 | Riyad    | 8 januari 1995   | FIFA Confederations Cup 1995 | Japan – Argentinië | 1 – 5   |
| 4 | Toulouse | 14 juni 1998     | WK 1998                      | Argentinië – Japan | 1 – 0   |
| 5 | Saitama  | 20 november 2002 | Vriendschappelijk            | Japan – Argentinië | 0 – 2   |
| 6 | Osaka    | 8 juni 2003      | Vriendschappelijk            | Japan – Argentinië | 1 – 4   |
| 7 | Shizuoka | 18 juni 2004     | Vriendschappelijk            | Japan – Argentinië | 1 – 2   |
| 8 | Saitama  | 8 oktober 2010   | Vriendschappelijk            | Japan – Argentinië | 1 – 0   |

## Samenvatting
| Competitie              | Totaal gespeeld | Winst Argentinië | Gelijk | Winst Japan | Doelsaldo Argentinië – Japan |
| ----------------------- | --------------- | ---------------- | ------ | ----------- | ---------------------------- |
| WK-eindronde            | 1               | 1                | 0      | 0           | 1 − 0                        |
| FIFA Confederations Cup | 1               | 1                | 0      | 0           | 5 − 1                        |
| Vriendschappelijk       | 6               | 5                | 0      | 1           | 10 − 3                       |
| Totaal                  | 8               | 7                | 0      | 1           | 16 − 4                       |

Wedstrijden bepaald door strafschoppen worden, in lijn met de FIFA, als een gelijkspel gerekend.

## Details

### Derde ontmoeting
| FIFA Confederations Cup 1995 (Riyad, Saoedi-Arabië, 8 januari 1995): |              | |
| Japan | 1 – 5        | Argentinië |
| Kazuyoshi Miura 57' | goals        | 31' Sebastián Rambert 45' Ariel Ortega 47' Gabriel Batistuta 54' José Chamot 86' (pen.) Gabriel Batistuta                                                                    |
| Shu Kamo | bondscoach   | Daniel Passarella |
| Shigetatsu Matsunaga Yoshihiro Natsuka Satoshi Tsunami Masami Ihara Tetsuji Hashiratani Takumi Horiike 62' Toshihiro Yamaguchi 51' Kazuyoshi Miura Hiromitsu Isogai Motohiro Yamaguchi Masahiro Fukuda | opstellingen | Carlos Bossio Roberto Ayala José Chamot Javier Zanetti Hugo Pérez Néstor Fabbri 67' Ariel Ortega 55' Marcelo Escudero Gabriel Batistuta Sebastián Rambert Christian Bassedas |
| Tsuyoshi Kitazawa 51' Hiroshige Yanagimoto 62' | wissels      | 55' Gustavo López 67' Marcelo Gallardo |
| Satoshi Tsunami 10' | gele kaarten | 26' Sebastián Rambert 35' Marcelo Escudero |